# Южное Измайлово
Ю́жное Изма́йлово — микрорайон в составе района «Ивановское» города Москвы к северу от шоссе Энтузиастов, ранее отдельный муниципальный округ города Москвы. Застроен в основном в 1975 — 1979 годах. С севера и запада граничит с Измайловским лесопарком, с востока — МКАД.

## История
На территории микрорайона с 1928 года был совхоз завода «Серп и Молот», просуществовавший до начала 70-х. Вдоль шоссе Энтузиастов, примерно на месте Магнитогорской улицы текла речка Серебрянка. Её исток располагается за МКАД. Сегодня та часть Серебрянки, что протекала по Южному Измайлову, практически вся забрана в трубу.
12 сентября 1991 года распоряжением мэра Москвы N 146-РМ был образован муниципальный округ «Ивановское» в границах «От пересечения Напольного проезда и Свободного проспекта по Свободному проспекту и Большому Купавенскому проезду до пересечения с ул. Чечулина, по ул. Чечулина и ул. Малый Купавенский проезд и ул. Сталеваров, пересекая Саянскую ул. до первого проезда направо и по нему до пересечения с ул. Молостовых, по ул. Молостовых до пересечения с Напольным проездом, по Напольному проезду до пересечения со Свободным проспектом».
16 декабря 1991 года распоряжением мэра Москвы «В целях укрепления и децентрализации исполнительной власти в г. Москве, приближения территориальных органов управления к населению и создания условий для развития самоуправления, а также с учетом территориальной обособленности жилого массива Южное Измайлово: 1. Образовать в составе Восточного административного округа муниципальный округ „Южное Измайлово“, выделив его территорию из состава муниципального округа „Ивановское“».
22 декабря 1994 года распоряжением мэра Москвы данные муниципальные округа были объединены. В 1995 году на их месте появился район «Ивановское». Таким образом, Южное Измайлово стало просто микрорайоном

## Улицы микрорайона
- Большой Купавенский проезд
- Малый Купавенский проезд
- Челябинская улица
- Улица Чечулина
- Магнитогорская улица